# DAM (grupo de rap palestino)
DAM (ﺩﺍﻢ) es el primer grupo de rap palestino.

## El grupo

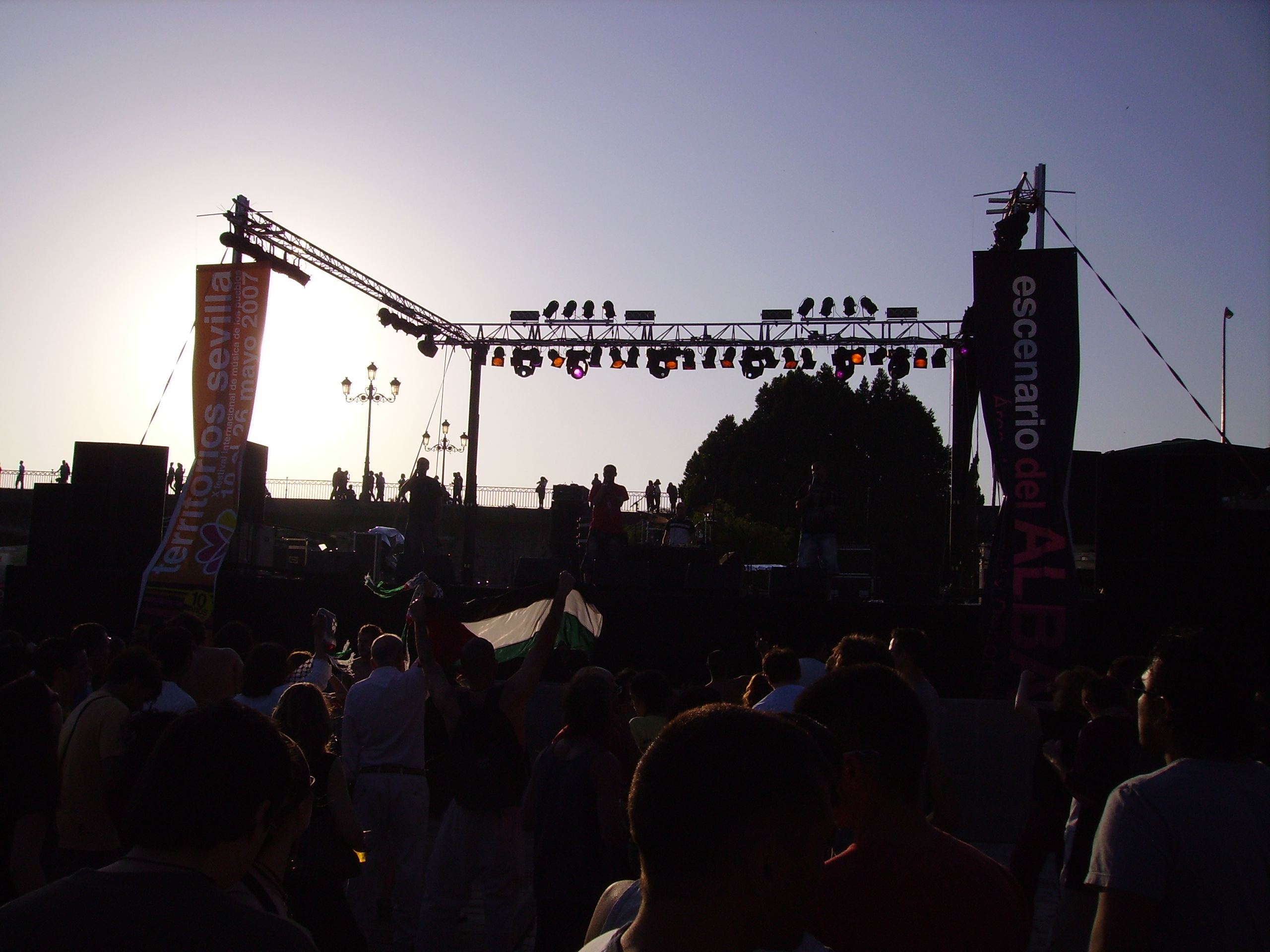
DAM en el festival Territorios Sevilla en 2007.

Los miembros del grupo son oriundos de Lod, Israel pero residen en Palestina y fundan DAM en 1998. El trío se compone de Tamer Nafar, su hermano Suhell y su amigo Mahmoud Jreri. El nombre del grupo significa «sangre» en árabe (دم) y hebreo (דם), pero es también el acrónimo de «Da Arabic MCs». DAM canta principalmente en árabe, pero también en inglés, hebreo y francés, con el fin de llegar a un público más amplio.

## El mensaje
Las letras del grupo representan la frustración y la sensación de ser ciudadanos de segunda categoría en Israel. Pero trata también de otros temas bien conocidos de los aficionados de rap, como la violencia debida a la droga.
En "If I Could Go Back In Time" en el álbum Dable on the Moon (2012) denuncian los crímenes de honor. El vídeoclip fue dirigido por Jackie Salloum.

## Información complementaria
En 2001, a pesar de no poseer un verdadero contrato con una compañía discográfica, el sencillo "Meen Irhabi?" "(¿Quién es el terrorista?)" ha sido descargado más de un millón de veces desde su página web. El grupo difundió también su mensaje fuera de Israel y de los territorios palestinos en 4 giras europeas. Uno de sus últimos sencillos está en hebreo, con eso, ellos esperan trasladar el mensaje palestino al público israelí. « Los árabes ya saben cómo viven - debemos informar a los israelíes de lo que pasa. »

## Discografía
Álbumes
- Ihda' (2006)
- Dabke on the Moon (2012)

Contribuciones
- The Rough Guide To Arabic Revolution (2013)

## Dedication
Su tercer álbum "Dedication" se benefició de una salida internacional el 30 de octubre de 2006.

### Títulos de "Dedication"
1. Mukadime (Intro)
2. Mali Huriye
3. Bidna Nita'alam
4. Warde
5. Inkilab
6. Ya Sayidati
7. Al Huriye Uns'a
8. Da Dam
9. Hibuna Ishtruna
10. Mes Endroits
11. Usset Hub
12. G'areeb Fi Bladi
13. Kalimat
14. Sawa' Al Zaman
15. Ihda'

## Documentales
El grupo DAM fue protagonista del documental Slingshot Hip Hop (2008) dirigido por Jackie Salloum y narrado por Suhell Nafar, uno de los miembros del grupo.